# الإيفانوفيا
الإيفانوفية (بالروسية: Ивановство، Ивановизм) هي حركة دينية ونظام علاجي في أوروبا الشرقية تقوم على أساس تعاليم الصوفي الروسي بورفيري كورنيفيتش إيفانوف (1898-1983)، وضع مذاهبه بالاعتماد على التراث الشعبي  الروسي وبدأت الحركة في اتخاذ أشكال مؤسسية بين الثمانينيات والتسعينيات، في نفس الفترة كان لها تأثير على حركة رودنوفر الأخرى ل البيتربورغية.
علم اللاهوت الإيفانوفي هو علم الوجود حيث يرى الطبيعة على أنها قوة مجسدة وعالمية وقوية وتعبر عن نفسها في المقام الأول على أنها الآلهة الرابعة الأساسية وهم الأرض والنار والماء والهواء، بينما يعرّف بورفيري ايفانوف نفسه  بأنه البارشيك. إن محور ممارسة الحركة هو ديتكا النظام الصحي «الطفل» القائم على اثنتي عشرة وصية وغناء ترنيمة للحياة تحتوي على توليف لمعتقدات الحركة.

## نظرة عامة
صنف علماء دراسة الأديان الإيفانوفية بشكل مختلف على أنها دين طبيعي وفلسفة ونظام صحي. عرّف الباحث بوريس كنوري الإيفانوفية على أنها حركة دينية سلافية ذاتية جديدة تجمع بين الوثنية السلافية وبعض المفاهيم المسيحية، هي نظرة عالمية تتماشى مع نظريات الطاقة ومجال الوعي البشري؛ بينما أكد علماء آخرون على أوجه التشابه مع الطاوية والتقاليد اليوغية والديانات الشرقية الأخرى مع الاعتراف بأصولها الروسية المعزولة. وصف بعض العلماء بما في ذلك أليكسي جايدوكوف الإيفانوفية بأنها حركة من علم البيئة العميق تقوم على تأليه العناصر الطبيعية وعلى إسناد خصائص الشفاء إليها، في حين وصفها O. V. Aseyev بأنها نظام تعزيز الصحة والطقوس وسحر الشفاء بهدف إتقان قوى الطبيعة الصوفية. أشارت العالمة كارينا أيتامورتو إلى الإيفانوفية بين حركات رودنوفري المبنية على التراث الشعبي الروسي، مشيرة إلى أنه كان لها تأثير على حركة رودنوفر الأخرى ل البيتربورجية. تشارك الإيفانوفية مع حركات رودنوفر الأخرى فكرة العودة إلى العالم الطبيعي الذي يُنظر إليه على أنه مصدر للقوة الروحية والإيمان بالتناسخ وفكرة أنه من خلال الاندماج مع العالم الطبيعي قد يرى المرء حياة الماضي والمستقبل ويوجهها، اقترحت أيضا أن تُعزى الإيفانوفية إلى الاتجاه الأوسع للعصر الروسي الجديد.
خلال تاريخ الحركة وبسبب الإيمان المشترك بالطاقة ومجال الوعي، اقترب الإيفانوفيون من أتباع نيكولاي فيودوروفيتش فيودوروف وغيرهم من الكونيين الروس وكذلك الرويركيين.، إلا أنه لم يستمر التعاون مع هذه الحركات الأخرى لفترة طويلة لأسباب عقائدية، نشأ الصراع حول المعتقدات المختلفة المتعلقة بدور البشرية في الكون وألوهية إيفانوف: بينما أصر الإيفانوفيون على الخضوع الكامل للبشرية للقوى الطبيعية، قال الفيودوروفيون على النقيض من ذلك إنه يتعين على العقل البشري ترويض القوى الطبيعية وتسخيرها؛ أعلن كذلك الفيودوروفيون أنفسهم مسيحيين ورفضوا ألوهية إيفانوف التي بدأت في بداية مشروع البيريسترويكا بشأن الإيكولوجيا والسلام، كما انتهى الأمر حيث أدرك الإيفانوفيون أن العقيدة الرويريكية قد لا تدمج ألوهية إيفانوف وبالتالي رفضوا - الممارسة الرويريكية الرئيسية - باعتبارها ليست من الله.
وفقًا لنوري، تنقسم الإيفانوفية إلى مستويين: الأول هو الدائرة الداخلية للمبتدئين والجوهر التوجيهي للحركة الذين يعتقدون أن إيفانوف إله، يمارسون أكثر الأساليب الباطنية التي يعلمها ويحافظون على علاقة صوفية معه بعد وفاته، أما الثاني هو الدائرة الخارجية للمبتدئين الذين يمارسون فقط التقنيات الصحية التي بشر بها إيفانوف ولا يشاركونه بشكل عام الاعتقاد بأنه إله على الرغم من أنه قد يكون من بينهم أتباع وحيدون يعتنقون هذا الاعتقاد. انتقد اللاهوتي والناشط المسيحي الأرثوذكسي ألكسندر دفوركين الإيفانوفية لنشرها الوثنية الكثيفة والشامانية البدائية واعتبر بورفيري إيفانوف مختل عقليًا.

## التاريخ

### أوائل القرن العشرين
ولد بورفيري كورنيفيتش إيفانوف في 20 فبراير 1898 في قرية أوريخوفكا في لوغانسك أوبلاست في شرق أوكرانيا من عائلة عامل منجم. تخرج من الصف الرابع في مدرسة أبرشية، إن حالة الحاجة المادية المستمرة التي تحملها في طفولته تركت بصمة لا تمحى على شخصيته وهذا، على الأرجح أثر على القواعد الصارمة للعقيدة التي كان يبشر بها فيما بعد، مثل الامتناع عن الطعام والملابس والعمل غير الضروري. خلال الثورة الروسية (1917-1923) كان متعاطفًا مع البلاشفة ودرس الأدب الماركسي وشارك في التجميع وإغلاق الكنائس، تم قبوله كعضو في الحزب الشيوعي للاتحاد السوفيتي، عمل أيضًا كمورد في مصنع للمعادن وقاد مجموعة من العمال.
عندما أصاب السرطان جسد إيفانوف في عام 1933 كانت نقطة تحول في حياته، بعد أن فقد الأمل في الشفاء في المدينة فقُرر التعجيل بوفاته، ليس بسبب السرطان ولكن من البرد مما أعطى أثرا معاكسًا عندما بدأ يتعافى من المرض ومن خلال شفائه الصحي، بدأ يتمتع بوعي خاص بالقوى الطبيعية الأبدية.
ذهبت إلى الطبيعة لأجد الموت هناك، ووجدت الحياة... قوى حية من نوع محكوم عليه.
25 أبريل 1933 يحتفل به الإيفانوفيون باسم عيد ميلاد الفكرة، الكشف عن قوى الطبيعة الأبدية التي تلقاها إيفانوف على تل تشوفيلكين في مسقط رأسه وهو تل ورثه له والده مازحًا عندما كان طفلًا. بعد الشفاء، بدأ إيفانوف يتحدث عن الطبيعة كشخصية إلهية حية، بحجة أن البشرية يجب أن تعيش دون أن تسيجها التكنولوجيا وأن تنظر إلى الطبيعة كما هي. في الوقت نفسه، أعلن إيفانوف نفسه كوسيط استثنائي مع الطبيعة، الوحيد القادر على تعليم الناس الطريقة الصحيحة للوجود الطبيعي، من هذه النقطة فصاعدًا، تأخذ سيرته الذاتية أسلوب السيرة الذاتية: مثل النبي الذي يسعى إلى تأكيد استثنائيته في العلامات التي يتلقاها على أنها مطالبات من الطبيعة، يُزعم أنه شفى أرجل امرأة ضامرة وذهب إلى البحر الهائج لتهدئة عاصفة.
بعد ذلك تبنى أسلوب حياة متجول وسار حافي القدمين وعارياً من الصدر إلى الخصر في أي طقس حتى عند −45 درجة مئوية، بينما كان يعلن نفسه مدرسًا للحقائق الإلهية أو إله أو حتى الله نفسه. بدأ يتحدث في شخص ثالث أو ثاني تحت اسم بارشيك (لقب أعطي له في الطفولة)، بدأ في الاحتفاظ بمذكرات التي وصلت بحلول نهاية حياته إلى أكثر من ثلاثمائة دفتر ملاحظات. كان أسلوب كتاباته غريب فلا يستخدم علامات ترقيم مع عدم الالتزام بالقواعد الأولية للغة الروسية، مع ذلك تم الحفاظ على أسلوب إيفانوف في أي منشور جديد لأعماله، بدأ في التبشير بعقيدته على أوسع نطاق ممكن إلى الهيئات التشريعية للدولة وإلى الكنائس المسيحية الأرثوذكسية، كما أشار أنه راغبًا في فحصها حول ما الذي صلوا من أجله حقًا، أخرجه رجال الدين على الفور لكن تبعه اثنا عشر من أبناء الرعية من بينهم فالنتينا سوخاريفسكايا (فاليا) وأصبحت أقرب تلاميذه وعرّفهم بأنهم أشخاص اختارتهم الطبيعة لي في حياتي.

### الثمانينيات
سرعان ما تمت محاكمة بورفيري إيفانوف بسبب موقفه من الطعن تجاه السلطات، تم فصله من وظيفته والقبض عليه وإرساله إلى مستشفيات الأمراض النفسية ووصف له العلاج اللازم، ناشد بمساعدة أتباعه الحكومة السوفيتية وطلب الاعتراف بتعليمه من أجل تحسين صحة السكان والتأكيد على الأصول الشعبية لمثل هذا التعليم الذي أنشأه الناس أنفسهم. في عام 1982 نشرت مجلة أوغونيوك مقالاً بقلم س. فلاسوف عن تجربة نصف قرن طويل التي أثارت اهتمام إيفانوفيا.قبل وقت قصير من وفاة إيفانوف في عام 1983، صاغ أحد منظري الإيفانوفيا مدونة للصحة الجسدية والسلوك الأخلاقي - ديتكا - لإعطاء النظامية الأولى للتعليم.
بعد وفاة إيفانوف في سفيردلوفسك، لوغانسك أوبلاست، واصل أتباعه نشر العقيدة التي بعد كارثة تشيرنوبيل (1986) والكفاح ضد الإلحاد تلقيا زخمًا إضافيًا ووصلا إلى شعبية غير مسبوقة. بعد الكارثة، فقد مئات من سكان كييف الثقة في الطب الرسمي وبدأوا يتبعون نظام ديتكا  وفي عام 1987 نظمت فالنتينا سوخاريفسكايا أول مؤتمر إيفانوفي رسمي في أوريخوفكا. (مسقط رأس إيفانوف نفسه)، أما في أوكرانيا بدأت هذه المؤتمرات تعقد بانتظام على نطاق وطني، نشر الإيفانوفيون كتيبات عن عقيدتهم ونظموا اجتماعات ومحاضرات في جميع أنحاء روسيا ليس فقط في موسكو وسانت بطرسبرغ ولكن أيضًا في فولوغدا، كازان، زيلينودولسك، تفير، تيومين، نوفوسيبيرسك، كولومنا، أوفا، كوستروما، ماغنيتوغورسك، ياكوتسك، بتروزافودسك، إنتا، تشيريبوفيتس، يوجنو ساخالينسك، و 20 مدينة إقليمية أخرى.

#### التسعينيات والعقد الأول من القرن الحادي والعشرين
أعطت المؤتمرات العلمية مساحة أكبر للممارسة الإيفانوفية في مجالات الطب الرسمي وعلم التربية وبدأت وسائل الإعلام في البث عنها على نطاق واسع، حتى اُنتجت أفلام عن حياة إيفانوف، في عام 1991 عقد أول مؤتمر للعاملين الطبيين الذين يمارسون طريقة إيفانوفيت وفي العام نفسه عُقد مؤتمر الشباب الأقاليمي للإيفانوفيين. في 1992 تجمع عدد كبير من الإيفانوفيين في تشوفيلكين هل وهو أقدس مكان في الحركة. حررت يتشوجين يوميات إيفانوف لجعل أسلوبها أكثر جاذبية لأذواق الأوساط الثقافية الرسمية، تقديم علامات الترقيم والتهجئة القياسية وفي عام 1995 عقد مؤتمر آخر برؤية مجلس الاتحاد الروسي بمشاركة ممثلي سبع وتسعين مدينة من مدن رابطة الدول المستقلة. واصل الإيفانوفيون تطوير عقيدة الحركة على المستوى النظري واكتسب في البداية إجماعًا خاصة بين أتباع نيكولاي فيودوروفيتش فيودوروف وغيرهم من مؤيدي الكونية الروسية ومحاولة التعاون مع الرويريكيين في مجالي البيئة والسلام. التعاون مع هذه الحركات الأخرى انتهى قريباً بسبب اختلافات عقائدية لا يمكن تجاوزها لأنهم لم يعترفوا بألوهية إيفانوف، واصل الإيفانوفيون المشاركة في قضايا البيئة، من حوالي 1996 فصاعدًا أصبحت الأحداث الإيفانوفية أكثر انغلاقًا وموجهة فقط للمؤمنين ويرجع ذلك جزئيا إلى تزايد عداء الكنيسة الأرثوذكسية الروسية للحركة.
أدى يوري إيفانوف إلى انقسام المجتمع الأصلي بإنشاء منظمة جديدة في قرية أوريخوفكا، وجد يوري إيفانوف الأساس المنطقي لإعلان ألوهيته على حد تعبير بورفيري إيفانوف نفسه:
لم يتعرفوا علي فسيأتي الثاني ولن يتعرفوا عليه أيضًا.
بحلول عام 2000 كان يوري إيفانوف قد شكل بالفعل مجتمعًا من التلاميذ مع مبنيين في قرية أوريخوفكا، كان من بين التلاميذ الشاعرة يكاترينا بروسكورنيا من لوغانسك وصانع الأفلام الوثائقية بيوتر فولوشين من كييف. في 21 نيسان/أبريل 2000، أصدر مجلس قرية أوريخوفكا مرسوما يجعل من تل تشوفيلكين والمناطق المحيطة به منطقة محمية، أسس ألكسندر نيكيتوفيتش سوبرونينكوف في موسكو، روسيا،، وهو من أتباع إيفانوفيا منظمة مستقلة منشقة أخرى وهي كنيسة التيار الحي.

## المعتقدات
اللاهوت
في اللاهوت الإيفانوفي، الألوهية هي الطبيعة نفسها، في اللغات السلافية، يتم تجسيدها دائمًا وكتابتها مع الجزء الأول من استخدام الحركة. يُنظر إليها على أنها رأس كل شيء وقادرة على إحياء أي كيان أو الموت.
تحدث بورفيري إيفانوف أيضًا في بعض خطاباته عن الطبيعة كوسيلة كبيرة للتجلي لإله أكثر تجريدًا يأتي إلى الوعي الكامل في البشرية، كما هو الحال في القول المأثور:
الله يعيش في كل شخص.
يتم التفكير أيضًا في الشرك، نظرًا لأن العناصر الطبيعية المحددة، مثل العناصر الأربعة للهواء والأرض والنار والماء، تعتبر آلهة مانحة للحياة متأصلة في الطبيعة. الماء والأرض هما أهمها في اللاهوت الإيفانوفي. الدور البارز هو الماء البارد الذي يعتبر كائنًا حيًا قد يساعد أو يعاقب به.  يعتبر بورفيري إيفانوف نفسه الفائز بالطبيعة ومعلم البشرية وإله الأرض ورسول الطبيعة الذي نام قبل الطبيعة وأكسبها الثقة حتى أنجب عمله الذي لا يموت.
وفقًا لإيفانوف نفسه، قالت الطبيعة عنه:
لقد أرسلت رجلي الطبيعي إليهم [الناس] حتى يتعرف عليه الناس ويعتبرونه شخصهم.
البارشيك والطبيعة هما أعلى ثنائي إلهي مقدس داخل الحركة؛ بحيث يكون البارشيك إله ورجل مميز مكرّس للطبيعة، شفيع للناس ولديه وصول خاص إليها. بشكل أكثر دقة يُنظر إلى بورفيري إيفانوف، بارشيك، على أنه تجسيد للإنسان البدائي في شراكة كاملة مع الطبيعة، يعتقد بعض الإيفانوفيين أنه خلال الحرب الوطنية العظمى (1941-1945) كان إيفانوف هو الذي توسط لدى الطبيعة لتقديم النصر للجيش الروسي ضد الجيش الألماني.
يفسر بعض الإيفانوفيين معتقداتهم في إطار أشبه باللاهوت المسيحي: في هذا التفسير أن البارشيك هو تجسيد لله مثل المسيح.
يتم تفسير تحول إيفانوف على أنه تكامل لوعيه في الروح القدس، سيمثل البارشيك عصر الروح القدس ويفسر بعض المؤمنين أيضا تجارب الحياة وعدم الاعتراف الاجتماعي الذي عانى منه إيفانوف على أنه تزييف.

### علم الكون وعلم الأخرويات
يعترف علم الكونيات الإيفانوفيتي بمجال نشيط عالمي للطبيعة الذي يشكل كوكب الأرض والكون بأكمله ويتماشى مع نظريات الطاقة وعلم الوعي الموجودة أيضًا في الكونية الروسية؛ سيسمح بورفيري إيفانوف وتعاليمه للمدمنين بالتوافق مع هذا المجال النشط العالمي. لا تعتبر مهمة إيفانوف منتهية لأنها ستكتمل بشفاء أرضي شامل - قيامة من الموت المقصود به الحياة العادية المتورطة في الحضارة التكنوقراطية وغير المتماشية مع الطبيعة - بقيادة البارشيك نفسه. تحتوي التعاليم الإيفانوفية أيضًا على أسطورة عن العصر الذهبي في الماضي عندما عاش الجنس البشري الأصلي في وئام مع الطبيعة:
أول من ولدته الطبيعة لم يكن بحاجة إلى أي شيء. كان مستلقيًا مفعمًا بالحيوية والنشاط. لقد كان إله كل شيء وحافظ على كل الثروات الطبيعية. لقد نورتنا روحه بصفتنا معلمنا العزيز. بقي كما هو ولا يزال هكذا!
إلى جانب علم الأخرويات من الناحية الصوفية أكد إيفانوف على أهمية الشعب ككيان حي عضوي مهدد بشرور التكنوقراطية والرأسمالية والفردية وتعليم كيف عدم المساواة في الحياة يولد عدم الثقة والاغتراب والغضب والكراهية بين الناس.
كان موقف إيفانوف المناهض للرأسمالية واضحًا عندما أعلن أن أولئك الذين يعيشون فقط من أجل الربح هم مرضى عقليًا، كان واضحًا في فكرته حول الانقسام الطبقي الذي لا يقبل التمييز بين العمال والمثقفين وأشار إلى أن المثقفين الذين يعملون من أجل المصلحة النقدية لم ينتجوا شيئًا سوى الأكاذيب التكنوقراطية التي تسقط الواقع والتدفق الحي الحقيقي للطبيعة. رفض إيفانوف أيضًا الداروينية وهي نظرية بقاء الأصلح كجزء من نفس التيار الرأسمالي والفردي للأفكار ضد الطبيعة، كما انتقد إيفانوف الشيوعية بسبب إلحادها واعتمادها المطلق على علم التكنولوجيا، في نهاية المطاف دفع الإيفانوفيين إلى عدم الثقة تجاه كل من الرأسمالية والشيوعية بنفس القدر، قال إيفانوف إن هذا التيار الأيديولوجي غير الطبيعي كان سيقود منظّريه وجميع البشر الذين يتبعونه إلى الدمار لأن الطبيعة لا تحبها.

## الممارسات
درس بورفيري إيفانوف عن إمكانية وصول البشرية إلى الخلود من خلال الاندماج مع قوة الطبيعة، لذلك صاغ نظامًا للممارسة الشعائرية يعتمد على اثنتي عشرة وصية لتعليم كيفية تشديد الجسد والروح وكيفية التصرف تجاه الطبيعة والأشخاص الآخرين. هذا النظام يسمى بشكل واقعي التدريب المتصلب وهو موصوف في رمز ديتكا ب الطفل. 1- أستحم مرتين في اليوم في ماء بارد طبيعي. 2- تسبح، ربما في الطبيعة، وقبل أو بعد السباحة اجر حافي  القدمين في البيئة الطبيعية، حتى في فصل الشتاء مع تساقط الثلوج لمدة دقيقتين أو ثلاث دقائق. 3- لا تشرب الكحول أو الدخان. 4-  تجنب الطعام والماء تمامًا مرة واحدة في الأسبوع على الأقل من الساعة 6-8 مساءً.5- اخرج حافٍ الساعة 12 صباحًا يوم الأحد. 6- حب الطبيعة من حولك ولا تبصق على أي شيء حولك. 7- حيّي الجميع في كل مكان. 8-  ساعد الآخرين. 9-  تغلب على الجشع و الكسل والسرقة والخوف والنفاق. 10- حرر رأسك من أفكار المرض والشعور بالضيق والموت. 11-لا تفصل الفكر عن آثاره.12- أخبر الآخرين وانقل تجربتك في هذا النظام.
ديتكا ليست مجرد طريقة أخلاقية وعلاجية طبيعية، لأنها تعتبر غير فعالة بدون اتصال مع البارشيك من أجل الحصول على طاقته وبدونها ستكون الممارسة غير مكتملة. أولئك الذين يقررون العيش وفقًا للبرنامج الكامل لـ التدريب المتصلب، يجب أن يخضع لطقوس البدء التي كان يديرها بورفيري إيفانوف نفسه عندما كان على قيد الحياة، بعد ذلك من قبل فالنتينا سوخاريفسكايا وقادة المجتمع الإيفانوفي الأوائل، تتضمن هذه الطقوس ممارسة نفسية تقنية وصفها إيفانوف نفسه على النحو التالي:
بإرسال قوة إرادتي عن بعد، مثل موجات الراديو غير المرئية، ألقي أفكاري أولاً في المرتفعات في أعماق الكون ثم إلى أعماق المياه والأرض، ثم لجميع الكائنات الحية التي أساءت إليها في الطبيعة وأخيراً إلى الرجل. اتوغل في جسده برؤيتي الداخلية وإحساسي، تبدأ من الدماغ وتصل إلى أصابع القدم والقلب والرئتين وجميع الأعضاء الأخرى باستثناء المعدة التي لا يمكن حتى تذكرها.
السطر الأخير باستثناء المعدة التي لا يمكن حتى تذكرها، هو تلميح إلى رفض النباتات والحيوانات للغذاء لأن الهدف النهائي إن نظام التدريب المتصلب يقود المؤمن إلى العيش بدون طعام على الإطلاق والحصول على الطاقة من الهواء والماء والأرض.
ينظم الإيفانوفيون أنفسهم في مجتمعات قروية تسمى الأماكن السماوية أو الجنة والمكان المقدس الرئيسي للإيفانوفية هو تل تشوفيلكين في مسقط رأس إيفانوف نفسه، هذه هي أوريخوفكا في لوغانسك أوبلاست في شرق أوكرانيا؛ حيث وفقًا لأساطير الحركة تلقى إيفانوف الوحي من الطبيعة. هذا التل هو موقع معبد سلافي قديم ووفقًا للإيفانوفيين ستظهر الطبيعة قوتها المعجزة إلى أقصى حد. في قراهم وأماكنهم المقدسة، يقوم الإيفانوفيون بطقوس تشبه من نواح كثيرة طقوس رودنوفري الأوسع. ترنيمة الحياة أحد النصوص المقدسة الثلاثة الرئيسية للإيفانوفيا ويغنيها المؤمنون كل يوم عند شروق الشمس وغروبها.

## التركيبة السكانية
تتركز الإيفانوفية في شرق أوكرانيا المنطقة الأصلية لإيفانوف نفسه. لاحظت الباحثة ناتاليا أن الإيفانوفية كانت من أولى الحركات الاجتماعية التي نشأت في المرحلة الأخيرة من الاتحاد السوفييتي وانتشرت على نطاق واسع، ليس فقط في المدن الكبرى ولكن في جميع أنحاء روسيا. في عام 2006، أفاد الباحث بوريس كنوري أن الكنيسة الأصلية التي يقع مقرها في فيركني كوندريوشي في سفيردلوفسك، لوهانسك أوبلاست، أوكرانيا، يوجد فيها حوالي 10000 عضو. وثق كنوري أن الحركة كانت موجودة في جميع الكيانات المكونة لروسيا، ليس فقط في المراكز الحضرية المهمة ولكن أيضًا في المستوطنات الصغيرة.  كان معظم أتباعهم من الروس والاوكرانيين حسب العرق، على الرغم من وجود أتباع من جميع المجموعات العرقية في روسيا أيضًا.
بناءً على تعاليم بورفيري إيفانوف حول عدم طبيعية كل من الرأسمالية والشيوعية، يتجنب العديد من الإيفانوفيين الأيديولوجيات السياسية ويميلون إلى اللاسياسية. من ناحية أخرى، بعض أوائل تلاميذ كنيسة بدايات يوري إيفانوف و بعض منظمات الحركة الإيفانوفية لها فروع خيرية وتوعية وسيطة مع كنيسة البدايات. اعتبارًا من عام 2006  اشتهر الإيفانوفيون بتبشيرهم، معتقدين أنهم منخرطون في مهمة لإنقاذ البشرية وإجراء بحثهم عن إعلانات جديدة من خلال عقد دروس في المدارس ورياض الأطفال ونشر مواد مكتوبة.